# Corneliani (azienda)
Corneliani è un produttore italiano di  abbigliamento maschile noto per i suoi completi. La società distribuisce i suoi prodotti in oltre 70 paesi in tutto il mondo attraverso negozi multimarca e circa 90 boutique monomarca. Nel giugno 2016, il gruppo di investimento arabo Investcorp ha acquisito una partecipazione di maggioranza in Corneliani per un valore aziendale di circa 100 milioni di dollari.

## Storia
L'azienda a conduzione familiare risale agli anni '30, quando Alfredo Corneliani fondò un'azienda artigiana che produceva impermeabili e cappotti, produzione  poi sospesa a causa dello scoppio della Seconda guerra mondiale. I figli di Alfredo, Claudio e Carlalberto, successivamente fondarono la Corneliani SpA a Mantova nel 1958. Nel 1985 la società fondò la Corneliani USA Inc. a New York per distribuire le sue gamme negli Stati Uniti e in Canada. Nel 1997 Corneliani ha aperto il suo punto vendita primario in Via Montenapoleone, a Milano. Nel 2005 Corneliani ha ricevuto il Premio Leonardo per la Qualità, assegnato alle aziende italiane che promuovono il made in Italy.
Nel 2008 Corneliani ha aperto una boutique monomarca a Londra in New Bond Street. Nel 2012 è stata fondata la Corneliani Shanghai Ltd e nel 2013 è stato aperto un punto vendita monomarca di proprietà a Shanghai.
Nel giugno 2016 la famiglia Corneliani (da un lato Carloalberto e i figli, dall'altro gli eredi di Claudio, scomparso nel 2010), decidono di cedere il 51% dell'azienda al fondo del Bahrein, Investcorp, per 100 milioni di dollari (80 milioni di euro) in modo da liquidare un ramo della famiglia e continuare ad investire sulla crescita. Con la terza generazione dei Corneliani l'azienda si trasforma così da familiare in manageriale. La realtà presenta purtroppo numerosi problemi societari: vi è il licenziamento dei Corneliani rimasti in azienda, il cambiamento di tre amministratori delegati in 4 anni, una riduzione del fatturato all’incirca dell'8%, vi è inoltre dalla proprietà la richiesta di una robusta ristrutturazione nel 2019 e nel contesto è pure presente un forte dissenso tra i soci. Nel dicembre 2019 i Corneliani presentano un'istanza al tribunale civile di Brescia in cui chiedono che il fondo del Bahrein mantenga gli impegni. Qualche mese più tardi, nel luglio 2020, è Investcorp a rivolgersi al tribunale chiedendo un arbitrato e il risarcimento danni nei confronti della famiglia Corneliani.
Sbloccata la situazione alla fine di marzo del 2021, pochi giorni dopo la rinuncia da parte di Basic-Net di Marco Boglione, in un incontro al Mise con il ministro Giancarlo Giorgetti: costituzione di una newco che vede la partecipazione di Investcorp (con un investimento di 7 milioni) e di Invitalia (l'agenzia, di proprietà del Ministero dell'Economia) che sblocca l'investimento di 10 milioni già deciso da tempo. L'iniziativa scongiura la liquidazione dell'azienda e il licenziamento dei dipendenti.